# Louicius Don Deedson
Don Deedson Louicius (Tabarre, 11 de febrero de 2001) es un futbolista de Haití que juega en la posición de extremo con el F. C. Dallas de la Major League Soccer.

## Selección nacional
Debutó con Haití el 25 de marzo de 2021 en la victoria por 2-0 sobre Belice en Puerto Príncipe por la clasificación de Concacaf para la Copa Mundial de Fútbol de 2022, y anotó su primer gol internacional el 12 de septiembre de 2023 en el empate 2-2 ante Jamaica en Kingston, Jamaica por la Liga de Naciones de la Concacaf 2023-24.

## Clubes
| Club         | País           | Año       |
| ------------ | -------------- | --------- |
| Hobro IK     | Dinamarca      | 2019-2023 |
| OB Odense    | Dinamarca      | 2023-2025 |
| F. C. Dallas | Estados Unidos | 2025-     |

## Palmarés

### Títulos nacionales
| Título                        | Club      | País      | Año     |
| ----------------------------- | --------- | --------- | ------- |
| Primera División de Dinamarca | OB Odense | Dinamarca | 2024-25 |